# Кемалов Енвер Едемович
Кема́лов Енве́р Еде́мович (16 жовтня 1939, Сімферополь, СРСР — 20 серпня 2003, Україна) — радянський промисловець та український кримськотатарський політик, депутат Верховної Ради Криму II скликання (1994–1997).

## Життєпис
Енвер Кемалов народився у місті Сімферополь Кримської АРСР. Після депортації кримських татар у 1944 році опинився в Узбекистані. З 1956 по 1958 рік працював помічником слюсаря та формувальника на Мірзагульському моторному заводі. З 1958 по 1962 рік проходив службу в лавах Радянської армії. У 1967 році закінчив Ташкентський інститут інженерів іригації та механізації сільського господарства. З 1968 по 1972 рік — інженер, начальник відділу Держтелетехнагляду Сирдар'їнського обласного управління сільського господарства в місті Гулістан. З 1972 по 1974 рік — інженер, головний інженер управління технічного обслуговування та ремонту об'єднання «Узсільгосптехніка». У 1974–1976 Кемалов роках обіймав посаду головного інженера радгоспа імені Пушкіна Балутського району, а згодом став директором радгоспа «50 років СРСР». У 1986–1987 роках працював старшим спеціалістом відділу енергетики Сирдар'їнського обласного агропрому, начальником спеццеху з ремонту хлопкозбиральних машин.
У 1988 році Енвер Кемалов повернувся до Криму. Протягом двох місяців працював заступником начальника дільниці тресту «Чорноморнафтогазбуд». У 1988–1990 роках — водій службового автотранспорту Чорноморського районного вузла зв'язку. З 1990 по 1991 рік обіймав посаду старшого майстра цеху Чорноморського заводу ЗТТ. З 1991 по 1995 рік — директор радгоспа «Водопійне» Чорноморського району. У 1995 році був обраний до Верховної Ради АР Крим на постійній професійній основі, однак у 1997 році був змушений скласти повноваження та вийти на пенсію через незадовільний стан здоров'я.
Енвер Кемалов помер 20 серпня 2003 року.